# 澳門綠

澳门特别行政区区旗

澳门绿是澳门特别行政区区旗的底色，是一种极为少见的色种，在色板上是没有的。由于回归前刚开始染製澳门特别行政区区旗的时候，一般生产厂家并没有这种颜色的现成颜料，需要特别调配。